# Nein
Nein ist die negative Antwort auf eine Frage, die positiv oder negativ beantwortet werden kann (Entscheidungsfrage), und bedeutet somit die Negation der positiv formulierten Aussage, nach deren Wahrheitsgehalt gefragt wird. In Hinblick auf Sprechhandlungen hat das Wort „nein“ unterschiedliche Bedeutungen; häufig bringt es einen Widerspruch zum Ausdruck oder fordert zum Unterlassen einer Tätigkeit auf. Das Gegenteil von Nein ist Ja.
Bezüglich der Wortart gehört „nein“ zu den Partikeln.

## Etymologie
„Nein“ ist ein Erbwort, gehört mithin zum ältesten Bestand des deutschen Wortschatzes und seine Entsprechungen in anderen indogermanischen Sprachen sind lautlich oft sehr ähnlich. Das Wort „nein“ ist bereits in dieser Form oder in der Form „nain“ im Althochdeutschen vor dem 9. Jahrhundert belegt.
Entstanden ist das Wort als Zusammensetzung aus der Negationspartikel „ni“ (wie sie auch in den Wörtern „nicht“ „nie“ und „niemand“ vorkommt) und dem unbestimmten Artikel „ein“ und bedeutete somit ursprünglich „nicht eines“.

## Sprachliche Funktionen des Wortes „nein“

### Syntaktische Funktionen
Meist zieht „nein“ einen negativen Satz oder eine negative satzwertige Phrase nach sich wie „Nein, das ist nicht so“ oder „Nein, du nicht.“ In syntaktischer Hinsicht hat das Wort „nein“ selbst satzwertigen Status, entspricht also bei alleinigem Einsatz einem vollständigen Satz („Nein!“) oder hat die Funktion eines Teilsatzes („Nein, das ist nicht so“).

### Logische Funktionen
- „Nein“ verneint eine positive Frage:

„Gehst du heute mit ins Schwimmbad?“ – „Nein!“, oder „Nein, ich gehe heute nicht mit ins Schwimmbad.“
- „Nein“ bestätigt eine negative Frage:

„Kommst du heute nicht mit ins Schwimmbad?“ – „Nein, ich komme nicht mit ins Schwimmbad“.
Umgangssprachlich wird für solche Fälle oft das semantisch gegenteilige Ja verwendet. („Ja, ich komme heute nicht mit ins Schwimmbad“.) Dabei bezieht sich das „Ja“ nicht auf die im eigenen Satz ausgedrückte Bedeutung, sondern signalisiert die Bestätigung der vorangegangenen Frage des Gesprächspartners.
(Die Negation einer negativen Frage wird mit doch vorgenommen: „Kommst du heute nicht ins Schwimmbad?“ – „Doch, ich komme heute mit ins Schwimmbad“.)
Auf Fragen, die keine Entscheidungsfragen sind und ein „Entweder-oder“ enthalten, kann man nicht logisch schlüssig mit „nein“ antworten. („Kommst du mit oder bleibst du hier?“)
Mit „nein“ wird eine vorangegangene Aussage negiert. Doppelte Verneinungen von Aussagen entsprechen logisch einer Bejahung. Solche kommen häufig in dialektaler Redeweise vor, drücken hier aber eine Betonung der Negation aus. Zur Realisierung einer doppelten Verneinung bedarf es dann anderer Wörter mit negativer Bedeutung wie „kein“ oder „nicht“. („Ich bin doch kein Idiot nicht!“)

### Pragmatische Funktionen
Je nach sprachlichem Kontext bzw. je nach Sprechakt kann das Wort „nein“ mit unterschiedlicher pragmatischer Bedeutung eingesetzt werden; in satzsemantischer Hinsicht nimmt das Wort dann auch unterschiedlichen Modalcharakter an. „Nein“ kann folgende Sprechhandlungen signalisieren:
- Widersprechen einer Aussage („Deutschland war bis 1989 geteilt.“ – „Nein, es war bis 1990 geteilt, dann kam die Wiedervereinigung.“)
- Widersprechen einer Handlungsaufforderung („Komm her und hilf mir!“ – „Nein!“)
- Aufforderung zum Verhindern oder Beenden einer Handlung („Nein, nicht!“)
- Ausdruck emotionaler Befindlichkeiten wie Erstaunen, Überraschung, Freude usw. („Nein, das gibt’s doch nicht!“, „Nein, ist das schön!“)

Als gesprächskonstituierendes Element kann „nein“ einen Gesprächsanschluss zum Ausdruck bringen: „Ich habe im Laden Äpfel gekauft.“ – „Nein. Ich gehe ganz gern auf den Markt.“
Je nach kommunikativer Situation kann ein „nein“ auch sprachlich bewusst vermieden werden. Gründe dafür liegen in den Regeln der Umgangsformen. Ein alleinstehendes „nein“ wird oft als zu rigoros, unhöflich oder aus anderen Gründen für unpassend gehalten, sodass in solchen Fällen im sprachlichen Ausdruck die Negation abgeschwächt und vorsichtiger formuliert wird. So etwa werden bei Bitten und Aufforderungen unter anderem Erklärungen und Rechtfertigungen geboten: „Können Sie mir sagen, wie spät es ist?“ – „Nein, leider nicht, ich habe keine Uhr dabei.“ Liegt bei zwei Sprechern ein autoritäres Gefälle vor, wird bei Aufforderungen ein „nein“ beispielsweise als Ungehorsam interpretiert oder den sozialen Regeln widersprechend empfunden: Der Handlungsaufforderung „Könntest du das bitte unterlassen?“ wird daher in der Regel kein „Nein!“ zumindest ohne Erklärung folgen.
Eine Reduplikation von „nein“ („nein, nein“) hat unterschiedlichen Aussagewert, der auch sehr stark von paraverbalen Momenten abhängt. Zum einen hat die Verdoppelung zwar – gleich wie die doppelte Verneinung – intensivierenden Charakter, nimmt aber paradoxerweise gleichzeitig den barschen, unhöflichen Begleitton, den ein alleinstehendes „Nein“ gegebenenfalls aufweist, wieder zurück. Als gesteigerte Variante kann „nein, nein“ eine Beschwichtigung bedeuten. Zum anderen kann ein mit entsprechendem Tonfall vorgebrachtes „nein, nein“ deutlicher als ein alleiniges „nein“ auch ein Ignorieren oder Abwerten des vom Gesprächspartner Gesagten zum Ausdruck bringen.

## Semantische Äquivalente für „nein“

### Synonyme
Als für alle Varietäten des Deutschen gültige Synonyme für die Antwortpartikel „nein“ werden Ausdrücke wie „keinesfalls“, „mitnichten“ oder „unmöglich“ angegeben. Als weitgehend synonym mit „nein“ werden auch die hauptsächlich in Deutschland gebräuchlichen Ausdrücke „denkste“ (aus „(das) denkst du“) und „Pustekuchen“ gehalten.
Als entsprechende Reaktion auf Fragen sind außerdem Formulierungen gängig, die in passender Weise zum Thema und zur Sprechsituation eine Ablehnung ausdrücken wie „Das ist falsch“, „Das stimmt nicht“ oder „Das ist Unsinn“ usw., die aber alle inhaltlich mehr ausdrücken als eine bloße logische Negation durch „nein“.
Häufig verwendete dialektale Varianten des Wortes „nein“ sind „nee“, „nö“, „nää“ oder „naa“.
Für das Substantiv „(das) Nein“, das vom Partikelwort abgeleitet ist, werden unter anderem „Ablehnung“, „Missbilligung“ und „Verbot“ als Synonyme angegeben.

### Paraverbale Entsprechungen
Eine paraverbale Lautäußerung, die in ihrer Bedeutung einem „Nein“ entspricht, ist das Realisieren von zwei aufeinanderfolgenden Lauten, wobei die Tonlage des ersten Lauts höher liegt als die des nachfolgenden. Bei geschlossenen Lippen entsprechen diese Laute etwa einem „ʕm-ʕm“, bei geöffnetem Mund nehmen sie die Lautqualität eines Schwas an ([ʕɛ-ʕɛ]).
Auch ein kurzes stimmhaftes Ausstoßen von Luft aus dem Kehlkopf kann ein aufforderndes „Nein!“ oder „Nicht!“ bedeuten. Die Semantik solch paraverbaler Äußerungen kann aber kulturspezifisch sein. Beispielsweise signalisiert das Ausstoßen von Luft im Japanischen keine Negation, sondern einen Sprecherwechsel und bedeutet so viel wie „Jetzt kannst du reden“.

### Nonverbale Entsprechungen
Der körpersprachliche Ausdruck für Ablehnungen und Negierungen ist bis zu einem gewissen Grad kulturabhängig. In vielen Ländern wird ein kurzes Seitwärtsdrehen des Kopfes in beide Richtungen (Kopfschütteln) als Ausdruck für „nein“ verwendet, in anderen wiederum ein Zurücknehmen der Stirn, was von Fremden als Nicken, also als ein „Ja“ fehlinterpretiert werden kann. In manchen asiatischen Ländern wird das Nicken als Ausdruck für die Verneinung benutzt. In Bulgarien beispielsweise verwendet man ebenso das Nicken als Negation und das Kopfschütteln als Bejahung.
Weitere körpersprachliche Ausdrucksweisen von „nein“ mit unterschiedlichem Bedeutungsgehalt erfolgen mittels sprachbegleitender Geste. So sind das kurze Hin- und Herbewegen des nach oben zeigenden ausgestreckten Zeigefingers (mit der Innenseite dem Gesprächspartner zugewandt) oder das Entgegenstrecken einer geöffneten Hand mit den Fingern nach oben zeigend üblich. Letzteres kann sowohl freundliche Abwehr als auch aufforderndes Einhaltgebieten ausdrücken. Der Unterschied liegt in der Armhaltung: Der Aufforderungscharakter liegt bei gestrecktem Arm vor, bei dankender Ablehnung etwa oder im Falle von Beschwichtigungen hingegen ist der Ellbogen stark gebeugt und die Hand befindet sich nahe am Körper.

## Verständlichkeit des Nein
Laut einer amerikanischen Untersuchung im Magazin Psychology today 9/1974, die Wolf Schneider anführt, benötigt der Durchschnittsmensch 48 Prozent mehr Zeit, eine verneinende Satzaussage zu verstehen, als eine bejahende. Er beklagt in diesem Zusammenhang die Unsitte in den TV-Medien die Verneinung mutwillig hinauszuzögern und so die Hörerschaft zunächst auf eine falsche Fährte zu locken. Zum Beispiel: „Bei den Verhandlungen konnte ein Fortschritt nicht erzielt werden.“
Unverständlicher noch sei es, Bejahungen und Verneinungen innerhalb einer Aussage „so kunstvoll zu verhäkeln, dass statt der indirekten Aussage eine unselig mittelbare entsteht: Das NOK hat sich für einen Boykott gegen die Olympischen Spiele ausgesprochen (ARD-Tagesschau, 15.05.1980). Es hat sich also dafür ausgesprochen, etwas dagegen zu tun; das heißt: Es hat sich gegen die Teilnahme an den Spielen erklärt. Warum nicht gleich?“
Kaum noch zu verstehen seien gewisse Manierismen, die sich bisweilen in der Politik-, Behörden- und Verwaltungssprache zeigten. So die dreifach verneinende Aussage des damaligen Bundestagspräsidenten Richard Stücklen in der Bundestagssitzung vom 4. November 1980: „Ebenso wenig gibt es unter den Fraktionen dieses Hauses keine, die nicht friedenswillig oder friedensfähig wäre.“
Als Beispiel einer vierfach verneinenden Aussage führt Schneider an: „Ich hätte nicht darauf verzichten sollen, nicht zu sagen, was ich nicht meine - dann brauchte ich mich über Mangel an Erfolgslosigkeit nicht zu beklagen.“

## Gesellschaftliche Bedeutung – „Nein“ als politische Parole

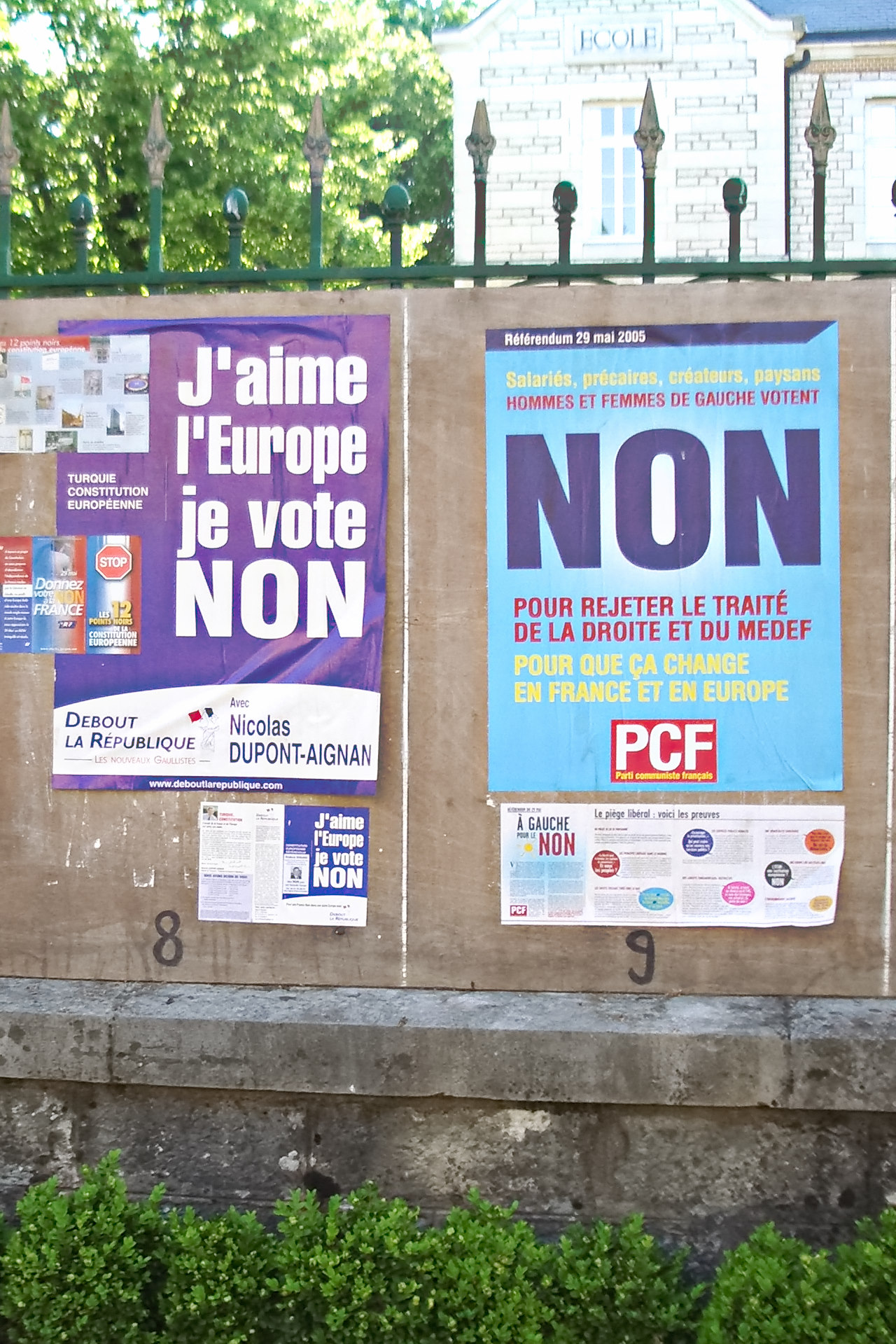
Werbeplakate für das Votum „Nein“ beim Referendum für eine Verfassung Europas in Frankreich 2005

In politischen Kampfsituationen, wie es etwa bei Volksabstimmungen über die Befürwortung oder Ablehnung eines politischen Vorhabens der Fall ist, verwenden die Gegner einer Idee als politische Parole oft ein einfaches, alleinstehendes „Nein“. Durch eine breite mediale und gesellschaftliche Diskussion wird der Kontext dieses „Nein“ allgemein bekannt; das „Nein“ kann so durch seine kurze, absolute Prägnanz meinungsbildend wirken und auch emotionale Involviertheit vermitteln. Gleichzeitig kommt der sloganartige Charakter des „Nein“ der Tendenz von Massenmedien entgegen, Themen inhaltlich und optisch zu vereinfachen.
Ein markantes Beispiel für einen derartigen Fall ist das Referendum über den Vertrag über eine Verfassung für Europa in Frankreich im Frühjahr 2005. Nach dem monatelangen Austausch von Pro- und Kontra-Argumenten ging es in den Tagen unmittelbar vor der Wahl hauptsächlich nur noch darum, mittels eines „Oui“ oder „Non“ seiner persönlichen Überzeugung Ausdruck zu verleihen und damit noch eventuell unentschlossene Wähler zu beeinflussen.
Ein „Nein“ kann in brisanten politischen Entscheidungssituationen mitunter emblematischen Charakter annehmen, wie es im Zweiten Weltkrieg in Griechenland der Fall war. An einem bestimmten Tag, an dem der amtierende Staatsführer einem gegnerischen politischen Ultimatum seitens des faschistischen Italien durch ein prägnantes „Nein“ entgegentrat, wurde dort dieses „Nein“ zum nationalen Symbol des Widerstands und der Eigenständigkeit. Dieser Tag, der 28. Oktober, wird seither als Gedenktag gefeiert und trägt die Bezeichnung „Ochi-Tag“ („Tag des Nein“).

## Gebrauchshäufigkeit
Die Antwortpartikel „nein“ besitzt eine Worthäufigkeit von 29 = 512, das heißt, das im Deutschen am häufigsten gebrauchte Wort („der“) wird rund 500 mal häufiger verwendet als das Wort „nein“. In 1 Mio. Wörter in deutschen Texten wird „nein“ rund 17 mal eingesetzt.
Die zehn häufigsten Kollokate in schriftlichen deutschen Texten, also Wörter, die gemeinsam mit „nein“ verwendet werden, bzw. typische Wendungen mit diesen Wörtern zusammen mit „nein“ sind die folgenden:
| Kollokat | typische Wendung                              | Häufigkeit je 1 Mio. Wörter |
| -------- | --------------------------------------------- | --------------------------- |
| sagen    | „nein sagen“                                  | 3,11                        |
| ja       | „ja oder nein“                                | 2,87                        |
| nicht    | „nein, nicht ...“                             | 2,38                        |
| aber     | „nein, aber ...“, „aber nein“                 | 1,63                        |
| nein     | „nein, nein“                                  | 1,46                        |
| o, oh    | „oh nein“                                     | 0,85                        |
| danken   | „nein danke“                                  | 0,53                        |
| ich      | „ich (sage, meine ...) nein“, „nein, ich ...“ | 0,49                        |
| leider   | „leider nein“                                 | 0,16                        |
| ach      | „ach nein“                                    | 0,12                        |

## „Nein“ in den Sprachen der Welt
„Nein“ ist ein Basiswort in fast allen Sprachen. Wegen seiner kommunikativen Bedeutsamkeit sowie seiner grundlegenden Semantik und somit häufigen Verwendung ist das Wort aus sprachökonomischen Gründen in der Regel kurz. Da „nein“ auch als dringliche Aufforderung zur Unterlassung einer Handlung dienen kann, ist die Kürze des Wortes in Gefahrensituationen schon aus biologischen Gründen (Schutz des Lebens) vorteilhaft.
In fast allen indogermanischen Sprachen beginnt das Wort für „nein“ mit dem Konsonanten [n], so beispielsweise in den folgenden Sprachen:
- Dänisch: nej
- Deutsch: nein
- Englisch: no
- Französisch: non
- Hindi: nahī̃ (नहीं)
- Italienisch: no
- Katalanisch: no
- Kroatisch: ne
- Kurdisch: ne
- Litauisch: ne
- Luxemburgisch: nee
- Niederländisch: nee
- Norwegisch: nei
- Persisch: na (نه)
- Polnisch: nie
- Portugiesisch: não
- Rätoromanisch: na
- Rumänisch: nu
- Russisch: net (нет)
- Slowenisch: ne
- Spanisch: no
- Schwedisch: nej
- Schweizerdeutsch: nei
- Tschechisch: ne
- Ukrainisch: ni (ні)

Eine Ausnahme ist etwa das Griechische, wo das Wort für „nein“ ochi (óχι) lautet.
In nicht-indogermanischen Sprachen werden für „nein“ andere Lautabfolgen herangezogen, wie etwa
- Arabisch: lā (لا)
- Aramäisch: lo
- Finnisch: ei
- Hebräisch: lo (לא)
- Japanisch: iie (いいえ)
- Tamil: illai (இல்லை)
- Türkisch: hayır
- Ungarisch: nem

Im Lateinischen, wo das Wort „nein“ nicht existiert, wird an seiner Stelle die Phrase ita non est (= ‚so ist es nicht‘), also ein gesamter verneinter Aussagesatz verwendet. Auch im Indonesischen existiert kein eigentliches Wort für „nein“; es gibt jedoch die Negationspartikel tidak („nicht“) und bukan („kein“), die allerdings selten allein verwendet werden. Lieber antwortet man belum („noch nicht“), sudah („schon“), tidak mau („will nicht“, „werde nicht“) usw. Ähnlich verhält es sich auch im Chinesischen, wo man für eine qualifizierte Ablehnung genauso wie in Latein einen kleinen Satz sagen muss: bù shì (不是) („so ist es nicht“).
Im englischsprachigen Raum ist die Verneinung durch ein alleiniges „No“ auf eine Frage ungebräuchlich; das „No“ wird meist durch eine Wendung ergänzt, sodass Verneinungen in Formen wie zum Beispiel „No, I’m not.“, „No, it isn’t.“, „No, we don’t.“ usw. ausgeführt werden.